# Altice Portugal
Altice Portugal (до 2018 Portugal Telecom) — крупнейший провайдер телекоммуникационных услуг в Португалии. Главные операционные центры расположены в самой Португалии и в Бразилии. Кроме того, компания представлена в следующих странах: Гвинея-Бисау, Кабо-Верде, Мозамбик, Восточный Тимор, Ангола, Кения, Китай, Сан-Томе и Принсипи.

## История

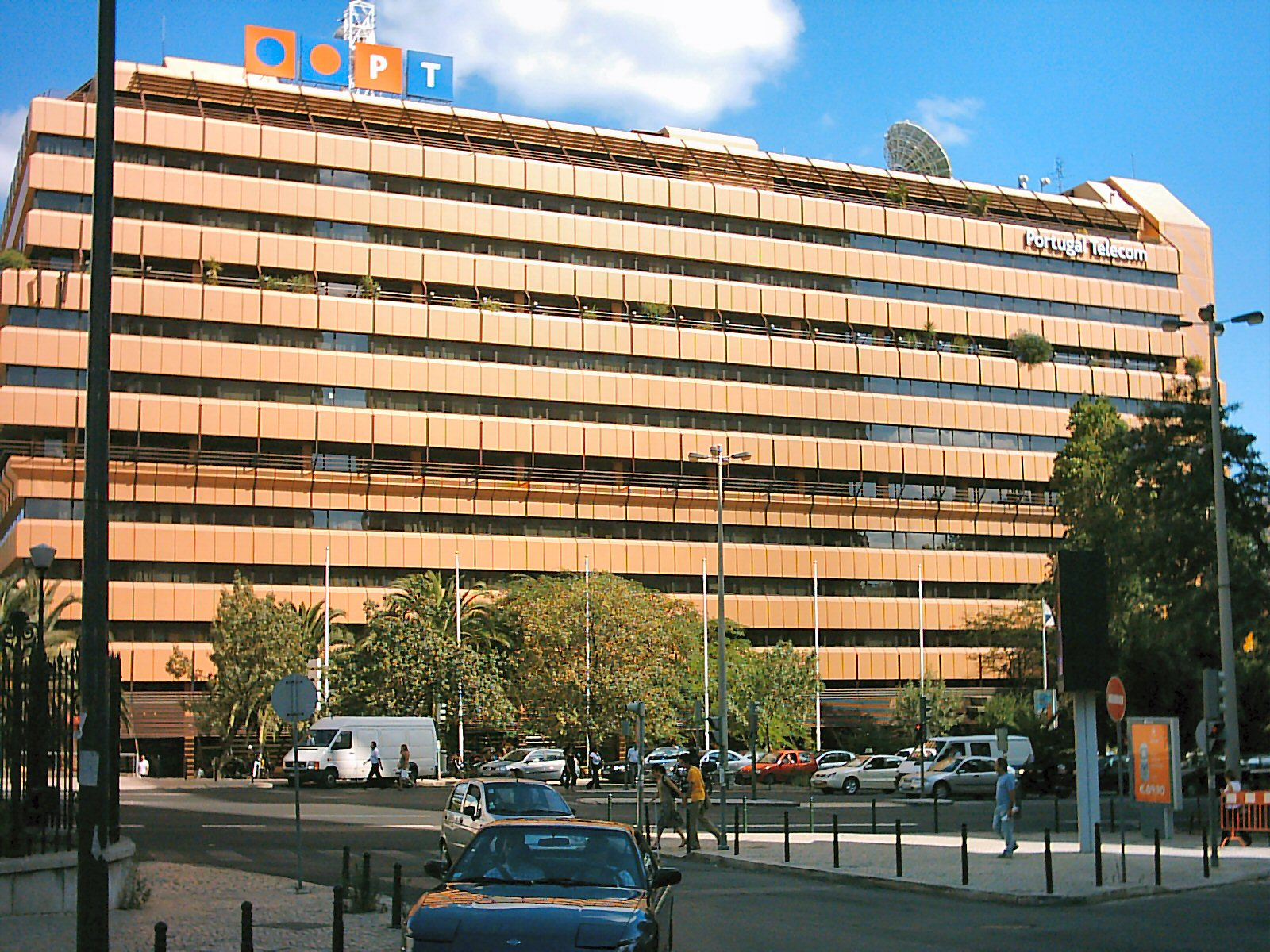
Штаб-квартира в Лиссабоне.

Компания создана в 1994 году в результате слияния нескольких телекоммуникационных операторов. Она изначально находилась под контролем правительства, но со временем подверглась либерализации. С 2000 года Portugal Telecom — публичная компания. Несмотря на это, компания остаётся фактическим монополистом в сегменте стационарной телефонии.
В 2006-2007 годах компанию безуспешно пытался выкупить португальский конгломерат Sonae за €11,1 млрд.
В 2009 году в состав PT вошла RETI.
2 июня 2015 года французская компания Altice объявила о закрытии сделки по покупке Portugal Telecom. Новым исполнительным директором был назначен Паулу Мануэл да Консейсан Невеш
14 марта 2018 года PT Group была переименована в Altice Portugal.

## Активы
В Португалии работает дочерняя компания PT Comunicações, которая является крупнейшим оператором стационарной телефонной связи в стране. Также концерну принадлежит и крупнейший оператор мобильной сотовой связи Telecomunicações Móveis Nacionais (TMN), сервисная фирма PT PRO, ИТ-компания PT Prime. Кроме того, PT владеет 25 % португальской версии Yellow Pages — Páginas Amarelas, S.A.
Второй крупнейший рынок PT находится в Бразилии. Здесь ей принадлежат 29,7 % акций крупнейшего местного сотового оператора Vivo (под совместным управлением с Telefónica), 29 % акций интернет-провайдера UOL, а также целиком Call-центр Dedic.
Другие международные активы PT в основном расположились в португалоязычных странах Африки и Азии. В частности, это 75%-ный пакет в инвестиционной компании Africatel, через который PT владеет 18,75 % акций крупнейшего в Анголе сотового оператора Unitel, 30 % акций Cabo Verde Telecom (CVT) в Кабо-Верде, 38,25 % акций Companhia Santomense de Telecomunicações (CST) в Сан-Томе и Принсипи и 25,5 % акций MTC Namibia в Намибии. В сентябре 2009 года компания продала 32 % акций марокканского Méditel.
В Азии Portugal Telecom принадлежит 28 % Companhia de Telecomunicações de Macau в Макао и 41,1 % Timor Telecom в Восточном Тиморе.
Altice Portugal принадлежит интернет-портал SAPO и входящий в его состав сервис электронной почты SAPO Mail, являющийся крупнейшим подобным сервисом для португалоязычной аудитории.

## Собственники
По состоянию на 19 января 2010 года, в число крупных акционеров PT входили:
- Brandes Investment Partners — 9,48 %;
- Telefónica — 9,16 %;
- Espírito Santo Financial Group — 8,63 %;
- Caixa Geral de Depósitos — 7,28 %;
- Ongoing Strategy Investments — 6,74 %.

Правительству Португалии принадлежат 500 золотых акций компании, которые наделяет его правом вносить изменения в решения руководства PT и блокировать доступ к владению более 10 % обычных акций одним акционером. Однако Еврокомиссия считает существование золотых акций противоречащим действующему законодательству, в связи с чем в Суд ЕС был направлен иск о признании акций во владении правительства страны недействительными.